# Светско првенство у атлетици у дворани 2016 — 800 метара за жене
Трка на 800 метара у женској конкуренцији на Светском првенству у атлетици у дворани 2016. одржана је 19. и 20. марта у Орегонском конгресном центру у Портланду (САД).
Титулу освојену у Сопоту 2014, није бранила Шанел Прајс из САД.

## Земље учеснице
Учествовало је 17 такмичарки из 14 земаља.
1. Бурунди (1)
2. Етиопија (2)
3. Исланд (1)
4. Јамајка (1)
5. Кенија (1)
6. Куба (1)
7. Летонија (1)
8. Мароко (1)
9. Немачка (1)
10. Норвешка (1)
11. САД (2)
12. Уједињено Краљевство (2)
13. Украјина (1)
14. Шведска (1)

## Освајачи медаља
| Френсин Нијонсаба Бурунди | Аџи Вилсон САД | Маргарет Њаирера Вамбуи Кенија |

## Рекорди пре почетка Светског првенства 2016.
Стање на 16. март 2016.
| Рекорди пре почетка Светског првенства 2016.     | Рекорди пре почетка Светског првенства 2016. | Рекорди пре почетка Светског првенства 2016. | Рекорди пре почетка Светског првенства 2016. | Рекорди пре почетка Светског првенства 2016. |
| ------------------------------------------------ | -------------------------------------------- | -------------------------------------------- | -------------------------------------------- | -------------------------------------------- |
| Светски рекорд                                   | Јоланда Чеплак, Словенија                    | 1:55,82                                      | Беч, Аустрија                                | 3. март 2002.                                |
| Рекорд светских првенстава                       | Лудмила Форманова, Чешка                     | 1:56,90                                      | Маебаши, Јапан                               | 7. март 1999.                                |
| Најбољи резултат сезоне                          | Аџи Вилсон, Сједињене Државе                 | 2:00,09                                      | Њујорк, Сједињене Државе                     | 20. фебруар 2016.                            |
| Афрички рекорд                                   | Марија Мутола, Мозамбик                      | 1:57,06                                      | Лијевен, Француска                           | 12. фебруар 1999.                            |
| Азијски рекорд                                   | Михо Сато, Јапан                             | 2:00,78                                      | Јокохама, Јапан                              | 22. фебруар 2003.                            |
| Северноамерички рекорд                           | Никол Тетер, Сједињене Државе                | 1:58,71                                      | Њујорк, Сједињене Државе                     | 2. март 2002.                                |
| Јужноамерички рекорд                             | Летисија Вријезде, Суринам                   | 1:59,21                                      | Бирмингем, Уједињено Краљевство              | 23. фебруар 1997.                            |
| Европски рекорд                                  | Јоланда Чеплак, Словенија                    | 1:55,82                                      | Беч, Аустрија                                | 3. март 2002.                                |
| Океанијски рекорд                                | Тони Хоџкинсон, Аустралија                   | 2:00,36                                      | Париз, Француска                             | 9. март 1997.                                |
| Рекорди после завршеног Светског првенства 2016. |                                              |                                              |                                              |                                              |
| Најбољи резултат сезоне                          | Френсин Нијонсаба, Бурунди                   | 2:00,01                                      | Портланд, Сједињене Државе                   | 20. март 2016.                               |

### Најбољи резултати у 2016. години
Десет најбољих атлетичарки на 800 метара у дворани пре првенства (16. марта 2016), имале су следећи пласман.
| 1.  | Аџи Вилсон, Сједињене Државе      | 2:00,09 | 20. фебруар |
| 2.  | Џоана Јозвик, Пољска              | 2:00,12 | 12. фебруар |
| 3.  | Бренда Мартинез, Сједињене Државе | 2:00,14 | 20. фебруар |
| 4.  | Мелиса Бишоп, Канада              | 2:00,19 | 20. фебруар |
| 5.  | Линси Шарп, Велика Британија      | 2:00,30 | 12. фебруар |
| 6.  | Наталија Лупу, Украјина           | 2:00,36 | 12. фебруар |
| 7.  | Лора Рослер, Сједињене Државе     | 2:00,49 | 20. фебруар |
| 8.  | Лора Муир, Велика Британија       | 2:00,70 | 20. фебруар |
| 9.  | Ревин Роџерс, Сједињене Државе    | 2:00,90 | 20. фебруар |
| 10. | Кристина Херинг, Немачка          | 2:00,93 | 20. фебруар |

Такмичарке чија су имена подебљана учествовале су на СП 2016.

## Квалификационе норме
| Дворана | Отворено |
| ------- | -------- |
| 2:02,50 | 1:58,50  |

## Сатница
| Датум          | Време | Ниво          |
| -------------- | ----- | ------------- |
| 19. март 2016. | 11.15 | Квалификације |
| 20. март 2016. | 13.30 | Финале        |

Времена су дата према локалном времену UTC-8.

## Резултати

### Квалификације
Такмичарке су биле подељене у 3 квалификационе групе. За финале су се пласирале првопласиране из сваке групе (КВ) и 3 по постигнутом резултату (кв).,
| Место | Група | Атлетичарка             | Земља                | ЛР      | ЛРС     | Резултат | Белешка |
| ----- | ----- | ----------------------- | -------------------- | ------- | ------- | -------- | ------- |
| 1.    | 1     | Аџи Вилсон              | САД                  | 2:00,09 | 2:00,09 | 2:00,61  | КВ      |
| 2.    | 1     | Маргарет Њаирера Вамбуи | Кенија               | 2:02,59 | 2:02,59 | 2:00,68  | кв, ЛРС |
| 3.    | 1     | Анита Хинриксдотир      | Исланд               | 2:01,56 | 2:01,59 | 2:01,96  | кв      |
| 4.    | 1     | Хабитам Алему           | Етиопија             | 2:01,31 | 2:01,31 | 2:02,34  | кв      |
| 5.    | 2     | Френсин Нијонсаба       | Бурунди              |         |         | 2:02,37  | КВ, НР  |
| 6.    | 1     | Анастасија Ткачук       | Украјина             | 2:02,44 | 2:02,44 | 2:02,60  |         |
| 7.    | 2     | Линси Шарп              | Уједињено Краљевство | 2:00,30 | 2:00,30 | 2:02,75  |         |
| 8.    | 2     | Ловиса Линд             | Шведска              | 2:02,33 | 2:02,33 | 2:03,44  |         |
| 9.    | 2     | Хеда Хине               | Норвешка             | 2:01,82 | 2:01,82 | 2:03,96  |         |
| 10.   | 2     | Малика Акаоуи           | Мароко               | 1:59,01 | 2:00,96 | 2:04,00  |         |
| 11.   | 3     | Лора Рослер             | САД                  | 2:00,49 | 2:00,49 | 2:04,38  | КВ      |
| 12.   | 3     | Тигист Асефа            | Етиопија             | 2:02,01 | 2:02,01 | 2:04,55  |         |
| 13.   | 2     | Лига Велвере            | Летонија             | 2:03,08 | 2:03,08 | 2:05,20  |         |
| 14.   | 3     | Кристина Херинг         | Немачка              | 2:00,93 | 2:00,93 | 2:05,39  |         |
| 15.   | 3     | Адел Трејси             | Уједињено Краљевство | 2:02,15 | 2:02,15 | 2:07,05  |         |
| 16.   | 3     | Росе Мери Алманза       | Куба                 | 2:04,18 | 2:04,18 | 2:08,07  |         |
| 17.   | 3     | Натоја Гоуле            | Јамајка              | 2:01,64 | 2:04,21 | 2:08,23  |         |

### Финале
,
| Поз. | Атлетичарка             | Земља    | Резултат | Белешка |
| ---- | ----------------------- | -------- | -------- | ------- |
|      | Френсин Нијонсаба       | Бурунди  | 2:00,01  | СРС, НР |
|      | Аџи Вилсон              | САД      | 2:00,27  |         |
|      | Маргарет Њаирера Вамбуи | Кенија   | 2:00,44  | ЛР      |
| 4.   | Лора Рослер             | САД      | 2:00,80  |         |
| 5.   | Анита Хинриксдотир      | Исланд   | 2:02,58  |         |
| 6.   | Хабитам Алему           | Етиопија | 2:04,61  |         |